# Endoréplication
L'endoréplication (appelé parfois endomitose) est une variante de la mitose consistant en la réplication de l'ADN du noyau d'une cellule sans divisions de la cellule elle-même : 2n → 4n → 8n → 16n → 32n → 64n.
Elle a été décrite pour la première fois par Lothar Geitler en 1939 sur l'hémiptère Gerris lateralis.
L'endomitose et l'endoréplication ont une légère différence : dans le premier cas, les chromosomes se condensent comme lors de la mitose et entrent en prophase qui sera stoppée, dans le second on n'observe aucune étape de la mitose.

## Mécanisme
La réplication de l'ADN se déroule normalement comme lors des deux premières phases de la mitose mais il y a inhibition de la métaphase : les chromatides ne migrent pas aux pôles mitotiques opposés.

## Types d'endomitose
On distingue : 
- endoréplication polyploïde : les chromosomes se dédoublent mais le noyau ne se divise pas, la cellule a donc deux fois plus de chromosomes.
- endoréplication  polyténique : les chromatides se dédoublent mais restent soudées sur leur chromosome respectifs (phénomène d'endoréduplication).